# James O’Reilly
James O’Reilly (* 10. Oktober 1855 in Lisgrea, County Cavan, Irland; † 19. Dezember 1934 in Fargo, North Dakota, USA) war Bischof von Fargo.

## Leben
James O’Reilly studierte Katholische Theologie und Philosophie am All Hallows College in Dublin. Er empfing am 24. Juni 1880 das Sakrament der Priesterweihe. O’Reilly wurde Pfarrer in Belle Creek, Lake City und Stillwater im Erzbistum Saint Paul. 1886 wurde er Pfarrer der Pfarrei St. Anthony of Padua in Minneapolis.
Am 18. Dezember 1909 ernannte ihn Papst Pius X. zum Bischof von Fargo. Der Erzbischof von Saint Paul, John Ireland, spendete ihm am 19. Mai 1910 in der Cathedral of Saint Paul in Saint Paul die Bischofsweihe; Mitkonsekratoren waren der Bischof von Duluth, James McGolrick, und der Bischof von Saint Cloud, James Trobec.